# 葉月里緒奈
葉月 里緒奈（はづき りおな、1975年7月11日 - ）は、日本の女優・タレント。旧芸名は、葉月 里緒菜（読み同じ）。

## 来歴
東京都中野区生まれ。父親の仕事の関係で、10才から17才までをアメリカ合衆国イリノイ州シカゴで過ごす。ウィリアム・フレムド・ハイスクール卒業。
1992年、写真家・会田我路に見出されて芸能界入りする。
1993年、TBSドラマ『丘の上の向日葵』で女優デビュー。「美少女女優」と呼ばれ、アイドル的な人気を博す。
1995年、映画『写楽』で共演した真田広之との不倫が、翌1996年にはイチローとの交際が報道され話題となる。
1997年、ヒロイン役で出演し撮影中であった、映画『不夜城』の降板を発表し、翌年に出版された篠山紀信撮影のヘアヌード写真集『RIONA』が話題となる。出版科学研究所調べ、2003年6月までの集計で50万部を記録している。
2003年には映画『スパイ・ゾルゲ』に出演。翌年2月に芸名の表記をそれまでの「里緒菜」から「里緒奈」へ変更したが、結婚・出産により芸能活動を休止する。2006年、ドラマ『相棒』への出演で女優業に復帰を果たす。
2017年の3月には、10年ぶりにバラエティに出演した。
現在は特定の事務所には所属しておらず、女優としての活動は休止状態である。
2024年の6月には、20年前に引退、としつつ、インスタグラムの内容が報じられる。

## 人物
特技は英語と乗馬。
高校卒業後はアメリカの大学へ進学し、国際弁護士として日米の懸け橋になる夢があったものの、当時の事務所社長から、女優として日米の懸け橋になる事も出来ると説得され、まずは2〜3年日本で女優として活動をしてみて、向いていなければアメリカへ戻り、弁護士になる夢を叶える予定であった。しかし後に、女優は天職であり、今は良い女優になりたいと思っていると自叙伝にて記している。
デビューした17歳から21歳まで世話になった最初のマネージャーを母のようだと語り、陽気でパワフルないつも笑顔にしてくれる憧れの女性だと感謝を述べている。

## 私生活
1993年、友達と出かけたり、家のまわりを散歩したりする事が多くなった。今まで知らなかった所を見つけたりする事に興味を持っていた。運動をするのが元々好きな性格であり、スポーツクラブに通っていた。本人は「毎日のようにエアロビクスに通ってるの」と述べている。
1995年、映画で共演した真田広之との不倫が報じられた。雑誌『週刊朝日』誌上でのインタビューでは「恋愛相手に奥さんがいても平気です」と語り、真田は当時の妻で女優の手塚理美と離婚するなど、「魔性の女」と呼ばれ、以降バッシングを受けることになる。
1996年にはイチローとロサンゼルスで密会していることが報じられ、イチローは交際を認めたが葉月は明言しなかった。
2001年には、アメリカ合衆国ハワイ州在住の寿司職人と電撃結婚するも、わずか2ヶ月で離婚。2004年に別の男性と2度目の結婚。同年11月7日に長女を出産したものの2015年に離婚。2018年、さらに別の一般人男性と3度目の結婚をしたことが明らかになった。

## 出演

### テレビドラマ
- 丘の上の向日葵（1993年4月11日 - 6月27日、TBS） - 柚原信江 役
- 真夜中を駆けぬける（1993年11月16日 - 12月21日、ABC） - 主演・リサ 役
- サザンスコール（1994年、NHK） - 下地燿子 役
- 夢見る頃を過ぎても（1994年、TBS） - 栗原明日香 役
- 日本名作ドラマ　こころ（1994年10月31日、テレビ東京） - 下宿屋の娘役[12]
- 恋も2度目なら（1995年、日本テレビ） - 岡崎麻由美 役
- ラスト・ラブ（1995年、NHK） - 主演・保坂灯 役
- 奇跡のロマンス（1996年、日本テレビ） - 鈴木真琴 役
- 三毛猫ホームズの推理（1996年、テレビ朝日） - 片山晴美 役
- 八月のラブソング（1996年、読売テレビ） - 主演・土門千花 役
- 大河ドラマ 毛利元就（1997年、NHK） - 加芽 役
- イヴ（1997年、フジテレビ） - 藤原沙織 役
- ギフト 第7話（1997年、フジテレビ） - アオイ 役
- チョコレート革命（1998年6月27日 - 8月1日、NHK BS2）- 主演
- 恋の奇跡（1999年4月15日 - 7月1日、テレビ朝日） - 主演・塚本妙子（井上彩子）役
- ザ・ドクター（1999年7月4日 - 9月19日、TBS） - 青山晴香 役
- モナリザの微笑（2000年1月12日 - 3月22日、フジテレビ） - 折原千鶴 役
- ドラマW コスメティック（2003年6月28日、WOWOW） - 主演・北村沙美 役
- 乱歩R 第8話（2004年3月1日、読売テレビ）- 大河原由美子 役
- 土曜ワイド劇場（テレビ朝日）
  - 華麗なる復讐（2004年6月12日） - 主演・篠原暁子 役
  - タクシードライバーの推理日誌32「殺人ツアーの乗客!!」（2013年4月6日） - 速水真琴 役
  - 東京駅お忘れ物預り所7「南紀白浜 - 特急くろしお号12分間の殺意!!」（2014年4月12日） - 山崎美里 役
  - 終着駅シリーズ29「善意の傘」（2015年9月26日） - 山野京子 役
- 相棒 Season 4 第11話「汚れある悪戯」（2006年1月1日、テレビ朝日 / 東映） - 城崎愛梨 役
- 時効警察 第7話（2006年2月24日、テレビ朝日） - 秋津聡子 役
- 金曜プレステージ（フジテレビ）
  - 花いくさ〜京都祇園伝説の芸妓・岩崎峰子〜（2007年11月23日） - あや子 役
  - 赤い霊柩車シリーズ32「羅刹の三姉妹」（2013年11月22日） - 名木千鶴 役
- 土曜ドラマ・刑事の現場 第3回「運び屋を追え」(2008年3月22日、NHK総合） - 曽根真理子
- 氷の華（2008年9月6日・7日、テレビ朝日） - 浜村ゆかり 役
- ドラマ8 とめはねっ! 鈴里高校書道部（2010年1月7日 - 2月11日、NHK） - 望月結子 役
- 月曜ゴールデン（TBS）
  - 漬けモノ学者・竹之内春彦 京都殺人100選（2012年9月10日） - 葛之葉奈津子 役
  - 守護神・ボディーガード 進藤輝4（2015年7月13日） - 南麻希 役
- 月曜名作劇場「刑事夫婦3」（2017年2月27日、TBS） - 水橋麻美 役

### 映画
- 写楽（1995年） - 花里 役
- パラサイト・イヴ（1997年） - 永島聖美 (Eve1) 役
- まむしの兄弟（1997年） - 美夏（横浜仙崎組組長） 役
- 黒の天使 Vol.1（1998年） - 主演・一光（イッコー） 役
- 梟の城（1999年） - 木さる 役
- スパイ・ゾルゲ（2003年） - 三宅華子 役
- 叫（2007年） - 赤い服の女 役
- BOX 袴田事件 命とは（2010年） - 熊本京子 役

### ラジオ
- 葉月里緒菜 ビーナスタイフーン（ニッポン放送）

### バラエティ
- 世界がもし100人の村だったら（2007年6月30日、フジテレビ）

### CM
- 大鵬薬品「チオビタドリンク」（1993年 - 1995年）
- ロッテ「パイの実」他
- TDK
- あさひ銀行
- 花王「エッセンシャル」他
- NTTドコモ「ポケットベル」
- ジェムケリー「アレキサンドライト」（1999年 - 2001年）
- 資生堂「ラスティア」「プラウディア」
- スリムビューティハウス
- 日本アジア航空

## 受賞歴
- 1997年
  - 第15回ザテレビジョンドラマアカデミー賞 ベストドレッサー賞（『イヴ』）[13]

## 作品

### CD
いずれも東芝EMI(現・ユニバーサルミュージック)より発売。
シングル
- DOIN' THE DOING（1994年5月25日） ‐ 自身が出演する「チオビタドリンク」のCMソング

アルバム
- 里緒菜（1995年12月20日）

### 写真集
- undo（1993年10月25日スコラ）
- 篠山紀信ニュース4 葉月里緒菜 はづき（1994年8月30日 朝日出版社）
- 里緒菜・デビュー前… — 葉月里緒菜写真集（1995年12月10日 ぶんか社）
- RIONA 7 DAYS（1995年12月25日 ぶんか社）
- riona hazuki tunjung（1997年5月20日小学館）
- RIONA（撮影；篠山紀信、1998年5月1日ぶんか社）ISBN 978-4821122233
- RIONA 限定版（1998年11月20日 ぶんか社）
- Accidents Series(3) 葉月里緒菜+篠山紀信（1998年10月16日 朝日出版社）
- RIONA S（篠山紀信 2001年1月1日 ぶんか社）

### 単行本
- 真実（1998年11月 小学館）